# Polemonium pulcherrimum
Polemonium pulcherrimum es una especie de plantas de la familia de las polemoniáceas oriunda de América del Norte.

## Descripción
Especie perenne, las hojas están divididas en folíolos de hasta 35 mm de largo. Las flores se abren al final de la primavera y en verano, de color azul claro, violetas o blancas, con el interior de un amarillo claro, y de 12 mm de largo.

## Variedades[1]
- Polemonium pulcherrimum subsp. delicatum (Rydb.) Brand
- Polemonium pulcherrimum subsp. lindleyi (Wherry) V.Grant
- Polemonium pulcherrimum subsp. pulcherrimum Hook.